# Judith Shekoni
Judi Shekoni (née le 31 mars 1982 à Gorton, Manchester) est une actrice et mannequin britannique.

## Filmographie
- 1999 : Le monde ne suffit pas : la fille du casino
- 2000 : Maybe Baby ou Comment les Anglais se reproduisent : la fille du groupe d'Ewan
- 2002 : Ali G : la fille du jacuzzi
- 2002 : EastEnders (15 épisodes) : Precious
- 2005 : NCIS : Enquêtes spéciales (saison 3, épisode 11) : Natalie Vance
- 2006 : Garfield 2 : la guide touristique
- 2010 : For Christ's Sake de Jackson Douglas
- 2012 : Twilight, chapitre IV : Révélation, 1re partie : Zafrina
- 2013 : Mike and Molly (1 épisode)
- 2015 : Heroes Reborn
- 2015 : Backstrom
- 2016-2018 : Ice (série télévisée) (en)
- 2019 : Maléfique : Le Pouvoir du mal (Maleficent: Mistress of Evil) de Joachim Rønning : Shrike